# Lorenzo López Balboa
Lorenzo Javier López Balboa (El Mante, Tamaulipas, 18 de marzo de 1968) es un director técnico mexicano. Actualmente se encuentra dirigiendo al equipo de tercera división profesional Club de fútbol Cadereyta.

## Entrenador
Comenzó su carrera como entrenador en categorías juveniles, tales como Monterrey FB, tercera y segunda, Tigres UANL (Director de escuelas deportivas) Vaqueros de Ixtlán, U de M (tercera) y tuvo un tiempo dirigiendo a Murciélagos FC en la liga de Ascenso MX.Actualmente Dirigirá al nuevo equipo de Atlético Saltillo Soccer de la Serie B de México.
Debutó en la liga de Ascenso MX con Murciélagos FC el 25 de julio de 2015 en contra de Coras de tepic partido que terminó en empate 3-3.

## Clubes
| Club                     | País   | Año         |
| ------------------------ | ------ | ----------- |
| Troyanos UDEM            | México | 2007 - 2009 |
| Deportivo Guamúchil      | México | 2009 - 2013 |
| Murciélagos F. C.        | México | 2013 - 2016 |
| Atlético Saltillo Soccer | México | 2017 - 2018 |
| Murciélagos F. C.        | México | 2018 - 2019 |
| Gavilanes de Matamoros   | México | 2019 - 2020 |